# Ołpiny
Ołpiny ist ein Dorf der Gemeinde Szerzyny im Powiat Tarnowski der Woiwodschaft Kleinpolen in Polen.

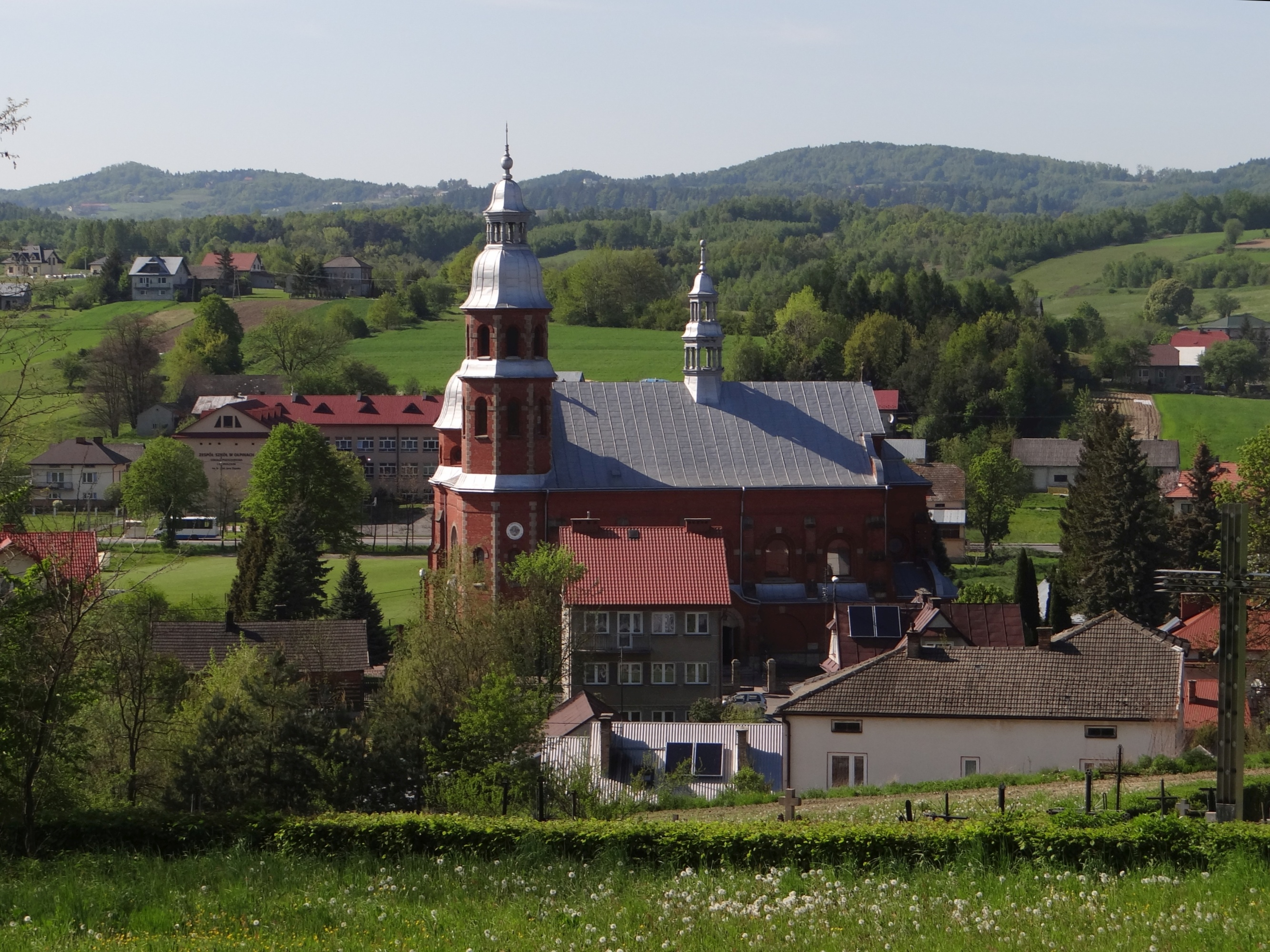
Ortskirche

## Geographie
Der Ort liegt am Bach Olszynka im Pogórze Ciężkowickie, südlich des Brzanka-Kamms (534 m). Die Nachbarorte sind Szerzyny im Osten, Rożnowice, Racławice und Binarowa im Süden, Olszyny im Westen, sowie Żurowa und Swoszowa im Norden.

## Geschichte
Der Ort in Olpina wurde laut dem in Biecz am 7. August 1349 unterschriebenen Gründungsprivileg des Königs Kasimir des Großen, von den beauftragten Brüdern Iohanni et alteri Iohanni nach dem Magdeburger Recht mit einer Pfarrkirche, einem Schlachthof, Mühlen, sowie Kramläden der Schuster, Schmiede und Fischer gegründet. Nach Kazimierz Rymut ist der Name besitzanzeigend abgeleitet vom Personennamen des vermutlich ersten Siedlers Ołpa, aber Marcin Wojciech Solarz ist mit ihm darüber nicht einig und führt den ursprünglichen Namen vom Singular Ołpina aus, das auf die möglicherweise topographische Herkunft in der Form Łobin(o) – analog zum Namen Ołbin (früher auch Olpinov), des Stadtteils von Breslau – deutet (ein sumpfiger, feuchter Raum/Platz in einem Flusstal – im Gründungsprivileg villam in Olpina in fluuio dicto Swepietnica), aber wurde möglicherweise durch die deutsche Sprache von Łobino in Ołpino (Metathesen ol↔lo und b↔p) umgeformt und im 15. Jahrhundert pluralisiert (Ołpin-y).
Kurt Lück bezeichnete das Dorf als deutsche Siedlung. Seine Kriterien waren aber sehr großzügig und tendenziös. Marcin Wojciech Solarz behauptet, dass die Teilnahme der vermutlich nicht zahlreichen Siedler deutscher Herkunft an der Besiedlung der Olszynka-Tal in der Mitte des 14. Jahrhunderts sichtbar ist und in der Onomastik (Ołpiny und Żurowa) dauerhafte Spuren beziehungsweise Indizien dafür hinterließ, aber dass diese Frage noch mehr Forschung braucht. Das Dorf wurde jedoch als ein wichtiger Beispiel des Gebiets der Walddeutschen gegeben.
Ab dem Jahr 1386 gehörte das Dorf Olpyn (mit den benachbarten Święcany, Szerzyny und Olszyny) der adeligen Familie Melsztyński, mit dem Sitz in Melsztyn, administrativ zum Königreich Polen (ab 1569 Adelsrepublik Polen-Litauen), Woiwodschaft Krakau, Kreis Biecz. Um das Jahr 1600 hatte das Dorf über 200 Einwohner.
Bei der Ersten Teilung Polens kam Ołpiny 1772 zum neuen Königreich Galizien und Lodomerien des habsburgischen Kaiserreichs (ab 1804). Ab dem Jahr 1855 gehörte Ołpiny zum Bezirk Jasło.
Dank der Ansiedlung der Juden ab dem späten 18. Jahrhundert erhielt Ołpiny den Charakter eines Städtleins und wurde vor 1918 manchmal als Markt Ołpiny bezeichnet, aber formell wurde nie zur Stadt erhoben. Im Jahr 1900 hatte die Gemeinde eine Fläche von 1866 Hektar, mit 497 Häusern und 2955 Einwohnern, davon waren alle Bewohner polnischsprachig, außer Römisch-Katholiken gab es 348 Juden, was die drittgrößte hinsichtlich der Zahl jüdische Gemeinschaft (nach Jasło und Nowy Żmigród) des Bezirkes Jasło war.
1918, nach dem Ende des Ersten Weltkriegs und dem Zusammenbruch der k.u.k. Monarchie, kam Ołpiny zu Polen. Unterbrochen wurde dies nur durch die Besetzung Polens durch die Wehrmacht im Zweiten Weltkrieg.
In der Zwischenkriegszeit wurde dort eine Synagoge erbaut, verwüstet im Zweiten Weltkrieg, 2011 abgerissen.
Von 1975 bis 1998 gehörte Ołpiny zur Woiwodschaft Tarnów.
1992 wurde Ołpiny zum Sitz eines Dekanats des Bistums Tarnów.

## Sehenswürdigkeiten
- Soldatenfriedhöfe #34 und #35 vom Ersten Weltkrieg
- Jüdischer Friedhof
- Marienkirche mit einem bedeutenden Gemälde der Krakauer Schule der Marias Familie